# Heinrich Kusch
Heinrich Kusch (* 1948 à Graz) est un archéologue préhistorique, spéléologue et auteur autrichien.

## Biographie
Kusch a étudié l'Histoire ancienne et l'archéologie, les études orientales anciennes, la préhistoire et l'histoire ancienne à la Karl-Franzens-Universität, où il a obtenu un doctorat en philosophie. Il s'implique intensivement auprès d'Erdstallen en Autriche depuis des années. Grâce à ses recherches sur la spéléologie, il a attiré l'attention internationale. Il a travaillé comme maître de conférences à l'Université de Graz et a été commissaire d'expositions sur les installations souterraines artificielles sur tous les continents.
Outre de nombreuses publications et essais scientifiques, Heinrich Kusch a également publié un certain nombre d'ouvrages scientifiques de vulgarisation sur les grottes, ce dernier en collaboration avec son épouse Ingrid Kusch (* 1954 à Graz), avec laquelle il mène des recherches.
Depuis 2009, les Kusch ont publié trois livres sur les écuries en terre et autres passages et pièces souterrains en Styrie, qui ont fait sensation, notamment en Autriche. Le premier livre (« Les portes des enfers ») a été constamment critiqué de manière négative dans les revues spécialisées. Les interprétations exagérées, les identifications erronées des découvertes et le recours à des explications ésotériques ont été critiqués, et dans l'ensemble une « manière de travailler scientifiquement discutable »,.
Le deuxième livre (« Sealed Underworld ») a jusqu'à présent reçu peu d'attention dans la recherche. Dans deux références, la datation scientifique par Kusch des systèmes examinés à un âge de 10 000 ou 20 000 ans est rejetée comme une interprétation erronée des résultats de mesure 97. L'authenticité d'un document largement utilisé par les Kusch comme source est mise en doute en raison de l'écriture et de la langue utilisée.
Dans leur troisième livre sur le sujet (« Secret Underworld »), les Kusch affirment que les systèmes de corridors ont formé un « système de transport à fréquence contrôlée » grâce aux « fonctions physiques quantiques ». En utilisant ces "anciennes lignes de téléportation énergétique", les gens auraient fait du commerce avec divers peuples souterrains, y compris un peuple reptilien d'"êtres dragons", jusqu'au Moyen Âge. En tant que découvertes « préhistoriques » provenant d'un vaste complexe de caves à Klosterneuburg, elles présenteraient prétendument des os d'animaux de la période glaciaire et des figures en argile peintes comparables aux  Néolithique Culture Vinča, mais daté par les Kusch sur la base de datation au radiocarbones jusqu'à un âge allant jusqu'à 56 000 ans et donc à la période glaciaire. Des dalles de pierre d'écriture inconnue, qu'ils associent à l'écriture du Danube, montreraient, entre autres dessins incisés, "une espèce inconnue de nous" qui, selon leur hypothèse, "a dû faire un atterrissage d'urgence sur terre à la suite d'un accident (un crash ?).« Selon eux, les installations ont été détruites par « l'église » qui couvre jusqu'à ce jour, alors que la CIA et le Mossad les auraient déjà recherchés en Autriche avec des mesures secrètes. Le Verlag pour collectionneurs a depuis annoncé qu'il se retirerait du livre en raison de "certaines informations douteuses, voire incorrectes", de ne pas publier dans un premier temps une deuxième édition.

## Publications
- Zur kulturgeschichtlichen Bedeutung der Höhlenfundplätze entlang des mittleren Murtales. Peter Lang 1996,  (ISBN 978-3-631-49479-0)
- Höhlen der Steiermark. Phantastische Welten. Steirische Verlagsgesellschaft, Graz 1998,  (ISBN 3-85489-007-9)
- Kulthöhlen in Europa: Götter, Geister und Dämonen. Köln u. a., VGS 2001,  (ISBN 978-3-8025-2857-6)
- Tore zur Unterwelt. Das Geheimnis der unterirdischen Gänge aus uralter Zeit. Verlag für Sammler, Graz 2009,  (ISBN 978-3-85365-237-4)
- Versiegelte Unterwelt. Graz: Verlag für Sammler, Graz 2014,  (ISBN 978-3-85365-272-5)
- Asiens Unterwelt. Das Jahrtausende alte Erbe unterirdischer Kultstätten, Graz: Verlag für Sammler, 2018  (ISBN 978-3-85365-296-1)
- Geheime Unterwelt:  Auf den Spuren von Jahrtausende alten unterirdischen Völkern, V.F.Sammler, 2021  (ISBN 978-3-85365-323-4)
- Geheime Unterwelt: Das Vermächtnis der Jahrtausende alten unterirdischen Völker, Authal Verlag, 2022  (ISBN 978-3-9504211-8-7)

## Liens Internet
- Notices d'autorité :   - VIAF
  - ISNI
  - LCCN
  - GND
  - Pays-Bas
  - NUKAT
  - Tchéquie
  - WorldCat
- [Site Internet https://www.unterwelt-kusch.com]

## Source de traduction
- (de) Cet article est partiellement ou en totalité issu de l’article de Wikipédia en allemand intitulé « Heinrich Kusch » (voir la liste des auteurs).

## Liens et références externes
1. ↑  Données selon les Modèle:Web archive>
2. ↑  Cf. Ex. : Inde - peintures rupestres et bâtiments mégalithiques, catalogue d'exposition, Spital am Pyhrn 2004.
3. ↑  Th. Rathgeber : « http://www.einradfreak.at/erdstall/wp-content/uploads/Rez_Kusch2009.pdf »(Archive.org • Wikiwix • Archive.is • Google • Que faire ?) Référence à un livre sur les écuries terrestres, les grottes et les phénomènes étranges. Dans : Contributions to Cave and Karst Science in Southwest Germany 47, 2010, p. 2.
4. ↑  Thomas Kühdriver : Heinrich et Ingrid Kusch : les portes des enfers. Le secret des passages souterrains des temps anciens. Revue. Dans : Die Höhle. Volume 61, 2010, p. 137-140 (Modèle:ZOBODAT).
5. ↑  Josef Weichenberger :  Critique Notes sur les résultats de la recherche par Heinrich Kusch. Dans : Zeitschrift des Historischen Verein für Steiermark 103, 2012, p. 239-265 (en ligne sur erdstallforschung .at).
6. ↑  Dieter Ahlborn, « Les écuries en terre proviennent-elles de la préhistoire ? », sur erdstallforschung.de, 19 juillet 2016 (consulté le 28 juin 2023)
7. ↑  R. Cave : Caché dans le Slaufluog. Une source médiévale sur la question d'Erdstall. Dans : Der Erdstall 44, 2018, p. 29 note 40.
8. ↑  Secret Underworld, 2021 , p. 74-86, 39-56.
9. ↑  Secret Underworld, 2021, p. 110-170.
10. ↑  Geheime Unterwelt, 2021, p. 74, 32, 36 et 67.
11. ↑  Geheime Unterwelt sur le site Internet de Leopold-Stocker-Verlag, consulté sur 19 avril 2023.